# Bill Jordan
William Henry "Bill" Jordan (20 de maio de 1911 — 23 de fevereiro de 1997), foi um oficial de aplicação da lei, fuzileiro naval e autor Norte americano.[carece de fontes?]